# Ригелсвил (Пенсилванија)
Ригелсвил (енгл. Riegelsville) град је у америчкој савезној држави Пенсилванија.

## Демографија
По попису из 2010. године број становника је 868, што је 5 (0,6%) становника више него 2000. године.
| Група             | 2000.       | 2010.       |
| Белци             | 851 (98,6%) | 840 (96,8%) |
| Афроамериканци    | 1 (0,1%)    | 2 (0,2%)    |
| Азијати           | 2 (0,2%)    | 2 (0,2%)    |
| Хиспаноамериканци | 5 (0,6%)    | 17 (2,0%)   |
| Укупно            | 863         | 868         |